# Парафраза
Парафраза (на латински: paraphrasis, от гръцки παράφρασις, което означава „допълнителен начин на изразяване“) е повторно излагане/изказване на текст или пасаж, като се използват други думи. Използването на парафраза се нарича още парафразиране.
Парафразата обикновено обяснява или изяснява текста, който е парафразиран. Например, „Сигналът беше червен“ може да бъде парафразиран като „Не му беше позволено да продължи.“ Когато придружава оригиналния текст, парафразата обикновено се въвежда с verbum dicendi, или с други думи, декларативен израз, който сигнализира прехода към парафразата. Така например, в изречението „Сигналът беше червен, тоест, не му беше позволено да продължи“, „тоест“ сигнализира за парафраза, която следва.
Макар че парафразата не е задължително да придружава директен цитат, все пак когато това е така, тя обичайно служи или за да постави в перспектива оригиналното изказване, или за да изясни контекста, в който то се появява. Парафразата обикновено е по-детайлизирана отколкото сумаризирането (по даден въпрос).
Характерно за парафразата е, че тя запазва същественото значение на материала, който бива парафразиран. В това отношение интенционалната или неинтенционална интерпретация на източника за заключения в посока на значение, което не е експлицитно налично в източника, се възприема по-скоро като „оригинално изследване“, тоест това не е парафраза.
За разлика от метафразата, която представлява „формален еквивалент“ на даден източник, парафразата е „динамичен еквивалент“.